# Mohamed Amine Essahel
Mohamed Amine Essahel (in arabo محمد أمين الساهل‎?; 17 febbraio 2003) è un calciatore marocchino, centrocampista dell'Union Touarga.

## Caratteristiche tecniche
È un centrocampista offensivo.

## Carriera

### Club
Essahel è cresciuto nell'Académie Mohammed VI e nell'ottobre del 2020 è stato inserito dal quotidiano britannico The Guardian nella lista dei migliori sessanta calciatori nati dopo il 2003. Il 31 agosto 2021 è stato acquistato in prestito dall'Eupen, club della prima divisione belga, dove ha debuttato a livello professionistico il 16 gennaio 2022 nell'incontro di Pro League perso 2-0 contro il Cercle Bruges. Al termine della stagione, in cui è stato fortemente limitato da frequenti infortuni, ha fatto ritorno in Marocco.
Nel 2023, dopo aver effettuato un nuovoperiodo di prova con l'Eupen, è stato acquistato dall'Union Touarga, club della prima divisione marocchina.

### Nazionale
Ha giocato nelle nazionali giovanili marocchine Under-17 e Under-20.

## Statistiche

### Presenze e reti nei club
Statistiche aggiornate al 18 novembre 2024.
| Stagione             | Squadra              | Campionato           | Campionato | Campionato | Coppe nazionali | Coppe nazionali | Coppe nazionali | Coppe continentali | Coppe continentali | Coppe continentali | Altre coppe | Altre coppe | Altre coppe | Totale | Totale | Totale |
| Stagione             | Squadra              | Comp                 | Pres       | Reti       | Comp            | Pres            | Reti            | Comp               | Pres               | Reti               | Comp        | Pres        | Reti        | Pres   | Reti   |        |
| -------------------- | -------------------- | -------------------- | ---------- | ---------- | --------------- | --------------- | --------------- | ------------------ | ------------------ | ------------------ | ----------- | ----------- | ----------- | ------ | ------ | ------ |
| 2021-2022            | Eupen                | D1                   | 1          | 0          | CB              | 0               | 0               | -                  | -                  | -                  | -           | -           | -           | 1      | 0      |        |
| 2023-2024            | Union Touarga        | B1                   | 15         | 0          | CM              | 0               | 0               | -                  | -                  | -                  | -           | -           | -           | 15     | 0      |        |
| 2024-2025            | Union Touarga        | B1                   | 10         | 0          | CM+CE           | 1+1             | 0               | -                  | -                  | CCC                | 2           | 0           | -           | 14     | 0      |        |
| Totale Union Touarga | Totale Union Touarga | Totale Union Touarga | 25         | 0          |                 | 2               | 0               |                    | 2                  | 0                  |             | -           | -           | 29     | 0      |        |
| Totale carriera      | Totale carriera      | Totale carriera      | 26         | 0          |                 | 2               | 0               |                    | 2                  | 0                  |             | -           | -           | 30     | 0      |        |